# Remote Database Access
El estándar RDA o Remote Database Access ("Acceso remoto a datos") es un protocolo estándar para el acceso a bases de datos.

## Finalidad
RDA describe la conexión de un cliente a un servidor de base de datos. Incluye capacidades para:
- la comunicación y el envío de parámetros entre la base de datos y el cliente
- retorno de los resultados al cliente
- gestión de transacciones
- intercambio de información

RDA es un protocolo del nivel de aplicación, ya que opera sobre una conexión de red establecida entre el servidor y el cliente. En cuanto a las conexiones TCP/IP, RDA se basa en el RFC 1066.

## Historia
RDA se publicó en 1993, como un estándar diseñado por los comités ANSI, ISO e IEC. La definición de este estándar comprende dos partes:
- ANSI/ISO/IEC 9579-1:1993
- ANSI/ISO/IEC 9579-2:1993